# Cor

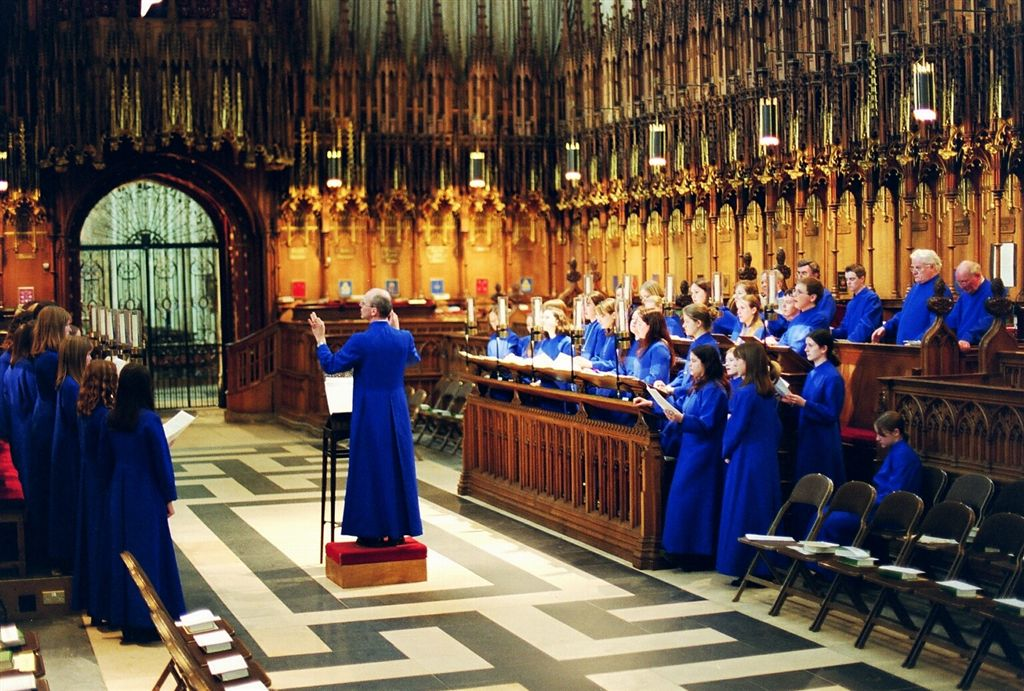
Corul Evensong din Anglia, la o repetiție.

Un cor sau un ansamblu coral este un ansamblu muzical de cântăreți. Muzica corală este un termen desemnând muzică scrisă specific pentru un ansamblu coral.
Corurile pot cânta fără nici un acompaniament muzical instrumental, caz în care practică un gen muzical numit a cappella, dar pot fi acompaniate de un grup muzical sau de o orchestră, fiind prezente în toate genurile de muzică, bisericească, cultă, lirică, ușoară etc. 

## Istoric
Una dintre primele grupări de cântări a fost corurile antice grecești, folosite în timpul tragediilor. Corul antic grec a cântat întotdeauna cu o singură voce, fie neînsoțit, fie cu o chitară, care a interpretat, de asemenea, în unison cu corul.
Creștinismul timpuriu a adoptat o tradiție antică, iar până în secolele X-XII, corurile erau cântate numai la unison sau la o octavă. Apoi a început împărțirea în joase și înalte și apariția pentru ei a diferitelor partide. Până în secolul al XV-lea (și în cântecele bisericii - până în secolul al XVII-lea) numai bărbații cântau în cor (cu excepția corurilor călugărițelor).

## Structura corurilor
Cu privire la structura numerică a corurilor există diverse opinii și clasificări:
- Grup coral - cu până la 25 de membri[3]
- Cor de cameră - constituit dintr-un grup mic, de până la douăzeci și patru de cântăreți care cântă, de obicei, a cappella sau cu acompaniament de pian.[4] După alte surse, un cor de cameră numără între 10 și 25, eventual, 30 de coriști.[5] sau până la 40 de membri[3]
- Cor mijlociu - peste 40, până la 80 membri[3]
- Cor mare - dacă numărul coriștilor este mai mare de 25-30[5] sau peste 40, până la 120 de membri[3]

## Citate
Compozitorul Alexandru Pașcanu a caracterizat astfel cântul coral:
„Consider corul un instrument, o orgă umană cu coarde vocale, acționată prin niște clape numite suflete. Mânuirea claviaturii la cel mai înalt nivel este partea cea mai anevoioasă a celui care o acționează. Cine se grăbește să obțină sonorități, neglijând claviatura, nu va ajunge departe și, mai ales, nu va atinge marile înălțimi”.

## Alte articole
- Muzică corală